# Brisbane International 2009 - Qualificazioni singolare femminile
Le qualificazioni del singolare femminile del Brisbane International 2009 sono state un torneo di tennis preliminare per accedere alla fase finale della manifestazione. I vincitori dell'ultimo turno sono entrati di diritto nel tabellone principale. In caso di ritiro di uno o più giocatori aventi diritto a questi sono subentrati i lucky loser, ossia i giocatori che hanno perso nell'ultimo turno ma che avevano una classifica più alta rispetto agli altri partecipanti che avevano comunque perso nel turno finale.
Le qualificazioni del Brisbane International  2009 prevedevano 32 partecipanti di cui 8 sono entrati nel tabellone principale.

## Teste di serie
1. Anna-Lena Grönefeld (Qualificata)
2. Karin Knapp (primo turno)
3. Akgul Amanmuradova (primo turno)
4. Roberta Vinci (Qualificata)

1. Vania King (primo turno)
2. Julie Coin (primo turno)
3. Karolina Šprem (primo turno)
4. Rosana De Los Rios (ultimo turno)

## Qualificati
1. Anna-Lena Grönefeld
2. Julie Coin
3. Evgenija Rodina
4. Sesil Karatančeva

1. Melinda Czink
2. Zi Yan
3. Roberta Vinci
4. Karolina Šprem

## Tabellone

### Legenda
| - Q = Qualificato - WC = Wild card - LL = Lucky loser | - ALT = Alternate - SE = Special Exempt - PR = Protected Ranking | - w/o = Walkover - r = Ritirato - d = Squalificato |

### Sezione 1
|  | Primo turno  | Primo turno         | Primo turno         | Primo turno | Primo turno |  |  | Ultimo turno | Ultimo turno        | Ultimo turno | Ultimo turno | Ultimo turno |  |
|  |              |                     |                     |             |             |  |  |              |                     |              |              |              |  |
|  | 1            | Anna-Lena Grönefeld | Anna-Lena Grönefeld | 6           | 6           |  |  |              |                     |              |              |              |  |
|  |              | Viktorija Kutuzova  | Viktorija Kutuzova  | 1           | 4           |  |  | 1            | Anna-Lena Grönefeld | 6            | 63           | 7            |  |
|  | Julia Görges | Julia Görges        | Julia Görges        | 6           | 6           |  |  |              | Julia Görges        | 3            | 7            | 64           |  |
|  | Emelyn Starr | Emelyn Starr        | Emelyn Starr        | 4           | 3           |  |  |              |                     |              |              |              |  |

### Sezione 2
|  | Primo turno       | Primo turno       | Primo turno       | Primo turno | Primo turno |  |  | Ultimo turno      | Ultimo turno      | Ultimo turno      | Ultimo turno | Ultimo turno |  |
|  |                   |                   |                   |             |             |  |  |                   |                   |                   |              |              |  |
|  | Ekaterina Byčkova | Ekaterina Byčkova | Ekaterina Byčkova | 6           | 6           |  |  |                   |                   |                   |              |              |  |
|  | Melanie South     | Melanie South     | Melanie South     | 3           | 4           |  |  | Ekaterina Byčkova | Ekaterina Byčkova | Ekaterina Byčkova | 2            | 62           |  |
|  |                   | Julie Coin        | Julie Coin        | 6           | 6           |  |  | Julie Coin        | Julie Coin        | Julie Coin        | 6            | 7            |  |
|  | 6                 | Jaroslava Švedova | Jaroslava Švedova | 3           | 4           |  |  |                   |                   |                   |              |              |  |

### Sezione 3
|  | Primo turno      | Primo turno      | Primo turno     | Primo turno | Primo turno |  |  | Ultimo turno     | Ultimo turno     | Ultimo turno     | Ultimo turno | Ultimo turno |  |
|  |                  |                  |                 |             |             |  |  |                  |                  |                  |              |              |  |
|  |                  | Evgenija Rodina  | Evgenija Rodina | 6           | 6           |  |  |                  |                  |                  |              |              |  |
|  | 2                | Karin Knapp      | Karin Knapp     | 4           | 0           |  |  | Evgenija Rodina  | Evgenija Rodina  | Evgenija Rodina  | 6            | 6            |  |
|  | Catalina Castaño | Catalina Castaño | 2               | 6           | 6           |  |  | Catalina Castaño | Catalina Castaño | Catalina Castaño | 4            | 2            |  |
|  | Séverine Brémond | Séverine Brémond | 6               | 2           | 1           |  |  |                  |                  |                  |              |              |  |

### Sezione 4
|  | Primo turno       | Primo turno       | Primo turno | Primo turno | Primo turno |  |  | Ultimo turno      | Ultimo turno      | Ultimo turno      | Ultimo turno | Ultimo turno |  |
|  |                   |                   |             |             |             |  |  |                   |                   |                   |              |              |  |
|  | Sesil Karatančeva | Sesil Karatančeva | 6           | 0           | 6           |  |  |                   |                   |                   |              |              |  |
|  | Julia Schruff     | Julia Schruff     | 4           | 6           | 4           |  |  | Sesil Karatančeva | Sesil Karatančeva | Sesil Karatančeva | 6            | 7            |  |
|  |                   | Vania King        | 2           | 7           | 7           |  |  | Vania King        | Vania King        | Vania King        | 3            | 5            |  |
|  | 5                 | Camille Pin       | 6           | 5           | 5           |  |  |                   |                   |                   |              |              |  |

### Sezione 5
|  | Primo turno          | Primo turno          | Primo turno        | Primo turno | Primo turno |  |  | Ultimo turno    | Ultimo turno    | Ultimo turno    | Ultimo turno | Ultimo turno |  |
|  |                      |                      |                    |             |             |  |  |                 |                 |                 |              |              |  |
|  |                      | Melinda Czink        | Melinda Czink      | 6           | 6           |  |  |                 |                 |                 |              |              |  |
|  | 3                    | Akgul Amanmuradova   | Akgul Amanmuradova | 1           | 2           |  |  | Melinda Czink   | Melinda Czink   | Melinda Czink   | 6            | 6            |  |
|  | Sophie Ferguson      | Sophie Ferguson      | 4                  | 7           | 6           |  |  | Sophie Ferguson | Sophie Ferguson | Sophie Ferguson | 4            | 2            |  |
|  | Anastasija Rodionova | Anastasija Rodionova | 6                  | 6(1)        | 4           |  |  |                 |                 |                 |              |              |  |

### Sezione 6
|  | Primo turno      | Primo turno        | Primo turno        | Primo turno | Primo turno |  |  | Ultimo turno | Ultimo turno       | Ultimo turno       | Ultimo turno | Ultimo turno |  |
|  |                  |                    |                    |             |             |  |  |              |                    |                    |              |              |  |
|  | Zi Yan           | Zi Yan             | Zi Yan             | 6           | 6           |  |  |              |                    |                    |              |              |  |
|  | Monique Adamczak | Monique Adamczak   | Monique Adamczak   | 4           | 3           |  |  |              | Zi Yan             | Zi Yan             | 6            | 6            |  |
|  | 8                | Rosana De Los Rios | Rosana De Los Rios | 6           | 6           |  |  | 8            | Rosana De Los Rios | Rosana De Los Rios | 1            | 4            |  |
|  |                  | Marija Mirkovic    | Marija Mirkovic    | 2           | 2           |  |  |              |                    |                    |              |              |  |

### Sezione 7
|  | Primo turno    | Primo turno    | Primo turno    | Primo turno | Primo turno |  |  | Ultimo turno | Ultimo turno  | Ultimo turno  | Ultimo turno | Ultimo turno |  |
|  |                |                |                |             |             |  |  |              |               |               |              |              |  |
|  | 4              | Roberta Vinci  | Roberta Vinci  | 6           | 6           |  |  |              |               |               |              |              |  |
|  |                | Jessica Moore  | Jessica Moore  | 2           | 0           |  |  | 4            | Roberta Vinci | Roberta Vinci | 6            | 6            |  |
|  | Juliana Fedak  | Juliana Fedak  | Juliana Fedak  | 7           | 6           |  |  |              | Juliana Fedak | Juliana Fedak | 4            | 3            |  |
|  | Jelena Pandžić | Jelena Pandžić | Jelena Pandžić | 5           | 1           |  |  |              |               |               |              |              |  |

### Sezione 8
|  | Primo turno          | Primo turno          | Primo turno          | Primo turno | Primo turno |  |  | Ultimo turno   | Ultimo turno   | Ultimo turno | Ultimo turno | Ultimo turno |  |
|  |                      |                      |                      |             |             |  |  |                |                |              |              |              |  |
|  | Yuan Meng            | Yuan Meng            | Yuan Meng            | 7           | 6           |  |  |                |                |              |              |              |  |
|  | Mariana Duque-Marino | Mariana Duque-Marino | Mariana Duque-Marino | 62          | 3           |  |  | Yuan Meng      | Yuan Meng      | 6            | 2            | 4            |  |
|  |                      | Karolina Šprem       | Karolina Šprem       | 6           | 6           |  |  | Karolina Šprem | Karolina Šprem | 3            | 6            | 6            |  |
|  | 7                    | Galina Voskoboeva    | Galina Voskoboeva    | 4           | 3           |  |  |                |                |              |              |              |  |